# فالتيرون (سيرري)
فالتيرون (Βαλτερόν) هي مدينة في سيرري في مقاطعة فوريا إلادا في اليونان.
يبلغ عدد سكانها حوالي 1138  نسمة.